# Joseph Ambrosius Geritz

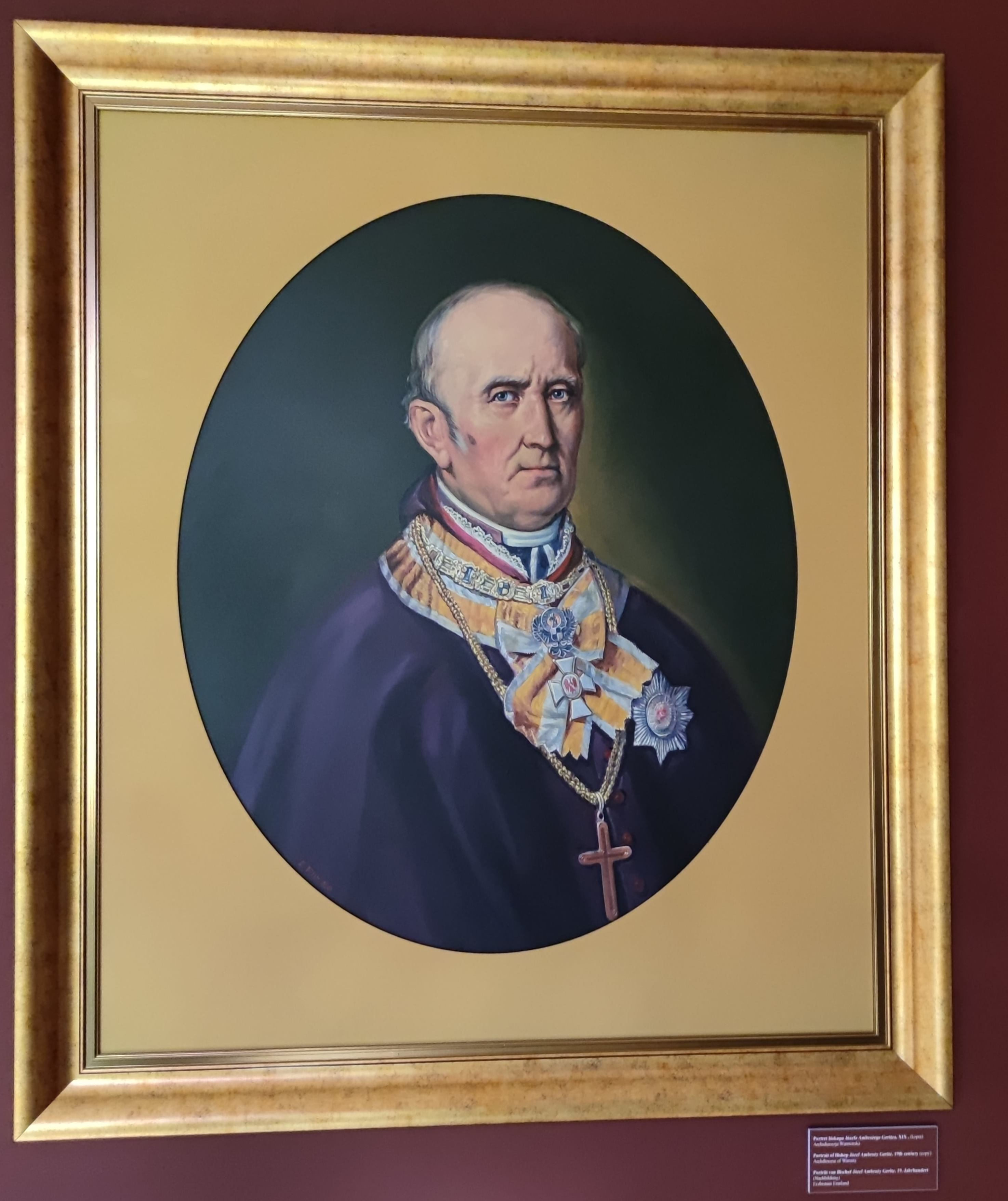
Joseph Ambrosius Geritz

Joseph Ambrosius Geritz (* 3. April 1783 in Seeburg; † 16. August 1867 in Frauenburg) war ein katholischer Geistlicher und Bischof von Ermland.

## Leben
Nach dem Studium der Katholischen Theologie in Warschau und am Lyceum Hosianum in Braunsberg empfing Geritz am 9. März 1806 die Diakonenweihe und am 5. April 1806 im Frauenburger Dom die Priesterweihe. Dort blieb er als Domvikar und wurde im Jahr 1823 Domkapitular und 1835 Domdechant.
Am 27. April 1840 ernannte ihn Papst Gregor XVI. zum Titularbischof von Abdera und zum Weihbischof in Ermland. Am 23. August 1840 spendete ihm Bischof Andreas Stanislaus von Hatten (Hattynski) die Bischofsweihe, Mitkonsekrator war Weihbischof Franz Großmann. Von seiner Ernennung am 21. Juni 1841 bis zu seinem Tod am 16. August 1867 war er Bischof von Ermland mit Sitz in Frauenburg.
Vom 27. Juni bis zum 2. November 1848 gehörte er als Abgeordneter für Marienburg der Frankfurter Nationalversammlung in der Paulskirche an. 1856 würdigte ihn König Friedrich Wilhelm IV. mit dem Adler der Großkomture des Königlichen Hausordens von Hohenzollern.